# Théodore Ceriez

Zelfportret van Théodore Ceriez

Théodore Ceriez (Poperinge, 11 oktober 1831 – 2 september 1904) was een Belgische kunstenaar die voornamelijk vanuit Ieper werkte.

## Persoonlijk
Hij werd geboren op 11 oktober 1831 te Poperinge. Zijn vrouw, Hélène Dehem (1859-1927), was de zus van bekend Ieperse kunstenares Louise De Hem. Louise werd ook zijn meest succesvolle leerlinge. Ceriez zijn zus was getrouwd met de kunstenaar Edouard Hennaert.

## Opleiding
Ceriez volgde een opleiding aan de academie van Ieper. Hij behaalde er in 1849 de tweede prijs in 'schilderen' en in 1851 de eerste prijs in 'figuurtekenen'. Hij studeerde verder aan de academie te Antwerpen. Vervolgens vervolledige hij zijn opleiding bij J.B. Fauvelet (1819-1883) in Parijs. Hij zou in Parijs blijven tot 1862.

## Carriere
Théodore Ceriez vestigde zich vanaf 1863 voorgoed in Ieper. In 1873 kreeg hij er een positie aangeboden aan de academie. Hij onderwees er de vakken 'tekenen naar antieke beelden' en 'levend model' als ook de basisprincipes van de schilderkunst. In 1891 werd hij directeur van de academie tot de afschaffing in 1898. Hij volgde in deze positie Auguste Böhm op.
Ceriez schilderde initieel voornamelijk genretaferelen, geïnspireerd door het Franse burgerleven in de 18de eeuw. Hij volgde hierbij in de voetstappen van zijn leermeester in Parijs. Bepaalde thema's, zoals 'het Nagerecht', 'de Roker' of 'het Kegelspel' hernam hij doorheen zijn hele leven. Daarnaast schilderde hij ook portretten van Ieperse burgers. Vanaf de jaren 70 ging zijn aandacht meer en meer uit naar het dagelijkse leven.
Théodore Ceriez kwam te overlijden op 2 september 1904.

## Galerij

De kok
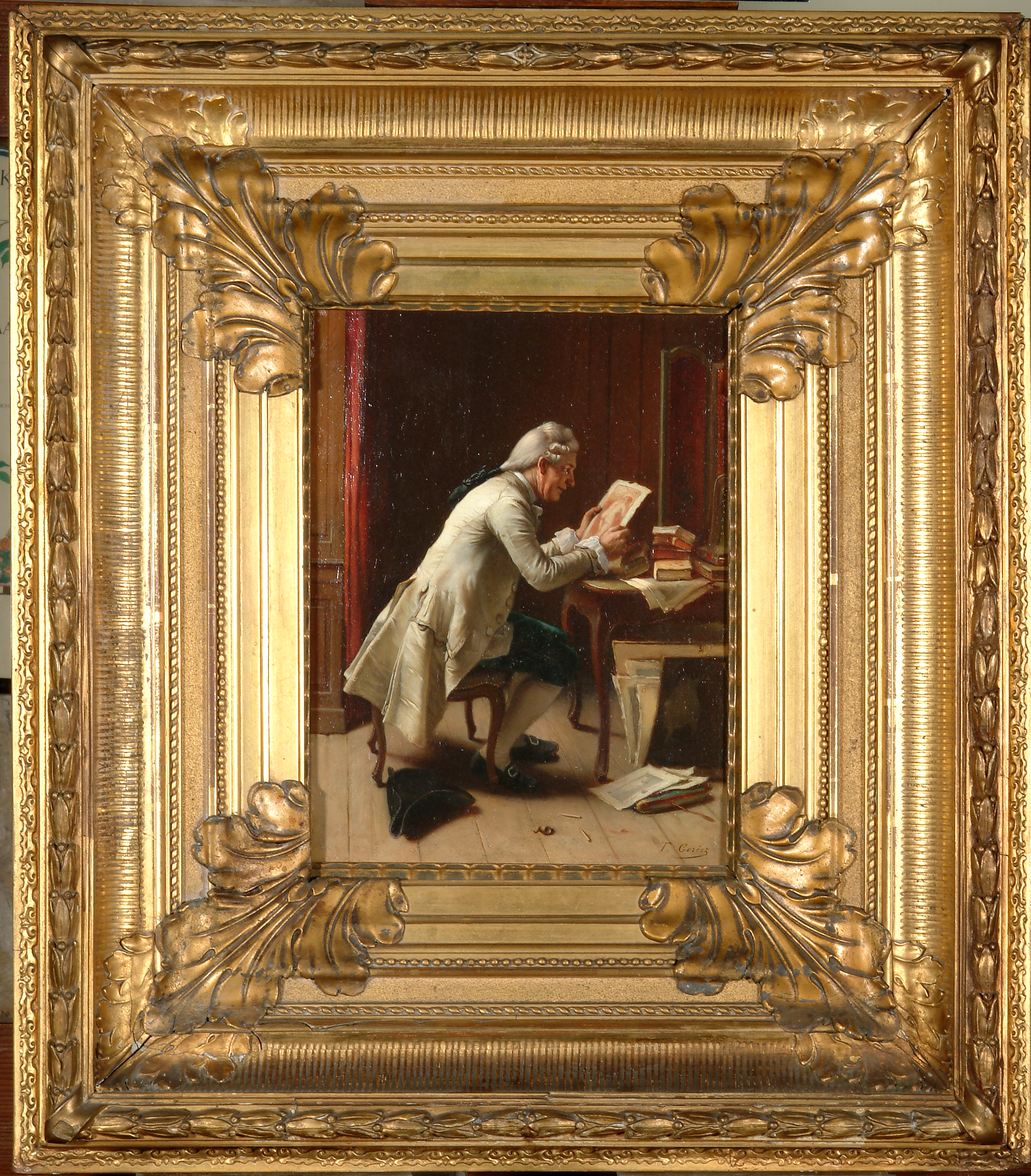
De prentenliefhebber, ten tijde van Lodewijk XV
De lezer, ten tijde van Lodewijk XV
De kantwerkster
Het concert
De smidse
Portret Charles-Louis Bateman
Portret van Eugénie Loonis
Portret van Louise De Hem
Portret van Hubert Ceriez
Le Roi des Barbiers Patte douce
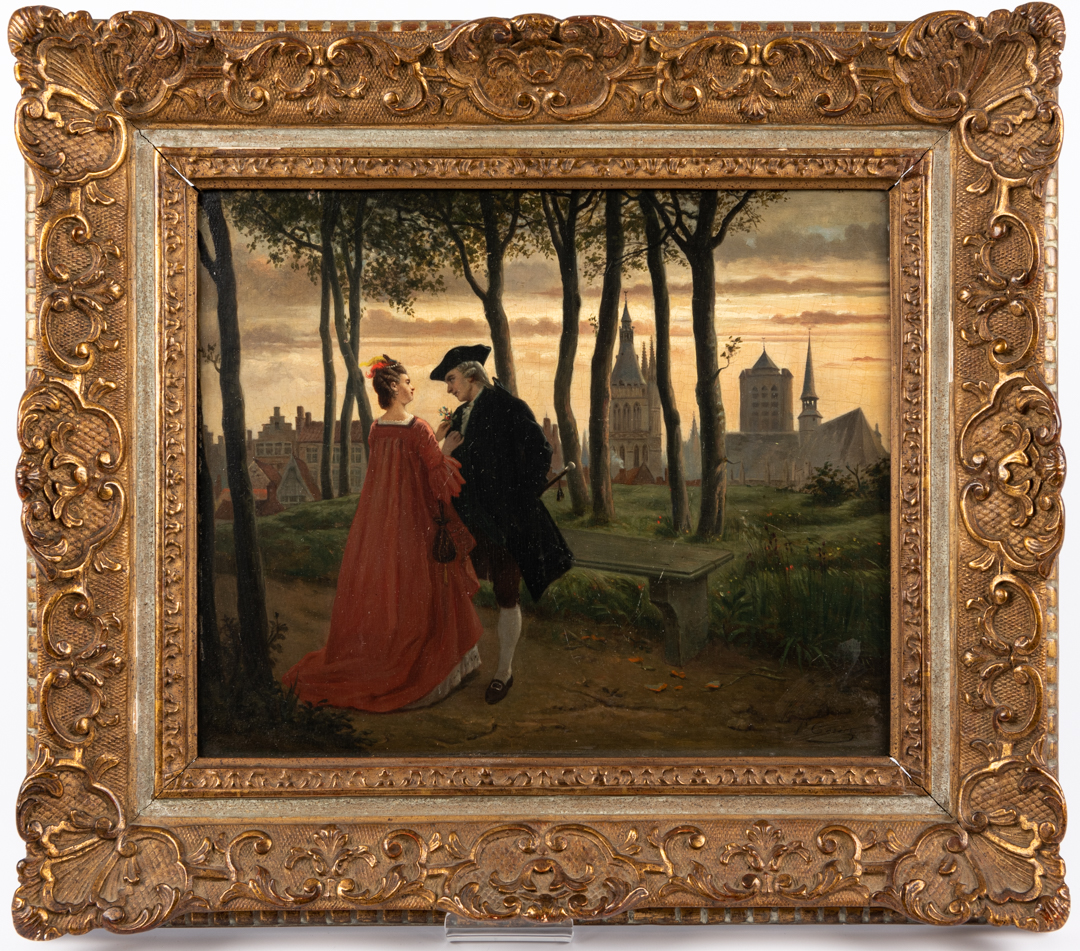
Galante conversatie
Le Désespoir

- Bibliothèque nationale de France: cb14971387p (data)
- Gemeinsame Normdatei: 129757195
- International Standard Name Identifier: 0000 0001 1751 5738
- RKD-Nederlands Instituut voor Kunstgeschiedenis: 16148
- Union List of Artist Names: 500061166
- Virtual International Authority File: 24874180
- WorldCat: E39PBJhXbvkTW7pggJb4PdKWXd